# Толперизон
Толперизон е мускулен релаксант, производен на пиперидина, действащ върху централната нервна система. Списъкът на търговските марки, под които се среща на пазара, включва Biocalm, Muscodol, Mydeton, Mydocalm, Mydoflex, Myolax, Myoxan и Viveo.

## Лекарствен прием
Толперизонът се предписва при лечение на патологично повишен тонус на напречно-набраздената мускулна тъкан в резултат от неврологични възпаления или заболявания (увреждане на пирамидалния тракт, множествена склероза, миелопатия, енцефаломиелит) и на спастична парализа и други енцефалопатии, изразяващи се в мускулна дистония.

## Противопоказания
Производителите съобщават, че толперизон не трябва да се използва при пациенти, страдащи от миастения гравис. Налични са само откъслечни данни, свързани с безопасността при прием от деца и младежи, по време на бременност или кърмене. Не е известно толперизонът да се екскретира в майчиното мляко.

## Странични ефекти
Нежелани странични ефекти, които се срещат при по-малко от 1% от пациентите, включват мускулна слабост, главоболие, понижено артериално налягане, гадене, повръщане, диспепсия, сухота в устата. Всички такива ефекти са временни и обратими. Алергични реакции се регистрират при по-малко от 0,1% от пациентите и те включват обриви, силни сърбежи и в някои случаи анафилактичен шок.

## Предозиране
Установена е повишена възбудимост при прием на превишени дози от деца. В три изолирани случая на самоубийства се смята, че предозирането с толперизон е била причината за смъртта.

## Лекарствени взаимодействия
Толперизонът няма съществен потенциал за взаимодействия с други лекарствени препарати. Не може да се изключи необходимостта при някои пациенти дозата на толперизон да се намали при комбинация с други централно действащи мускулни релаксанти, бензодиазепини или нестероидни противовъзпалителни средства.

## Механизъм на действие
Толперизонът е централно действащ мускулен релаксант, който действа в ретикуларната формация на мозъчния ствол чрез блокиране на волтаж-зависимите натриеви и калциеви канали.

## Фармакокинетика
Толперизонът се усвоява почти напълно от червата и достига максималната си концентрация в кръвната плазма след около 1,5 часа. Метаболизира се в черния дроб и бъбреците. Веществото се изхвърля през бъбреците на два етапа: след два и след дванадесет часа.